# Хуссейн Алі Баба
Хуссейн Алі Баба (араб. حسين علي بابا, нар. 11 лютого 1982) — бахрейнський футболіст, що грав на позиції захисника.
Виступав, зокрема, за клуби «Аль-Кувейт» та «Аль-Ріффа», а також національну збірну Бахрейну.

## Клубна кар'єра
У дорослому футболі дебютував 2003 року виступами за команду «Аль-Ріффа».
Протягом 2004—2005 років захищав кольори катарського клубу «Аль-Шамаль». Своєю грою за останню команду привернув увагу представників тренерського штабу кувейтського клубу «Аль-Кувейт», до складу якого приєднався 2005 року. Відіграв за кувейтську команду наступні два сезони своєї ігрової кар'єри і в обох ставав чемпіоном Кувейту.
Згодом з 2007 по 2012 рік грав у складі команд «Аль-Райян», «Умм-Салаль», «Аль-Сальмія», «Аль-Шабаб» (Дубай), «Аль-Вахда» (Мекка) та «Аль-Джаїш», але ніде надовго не затримувався.

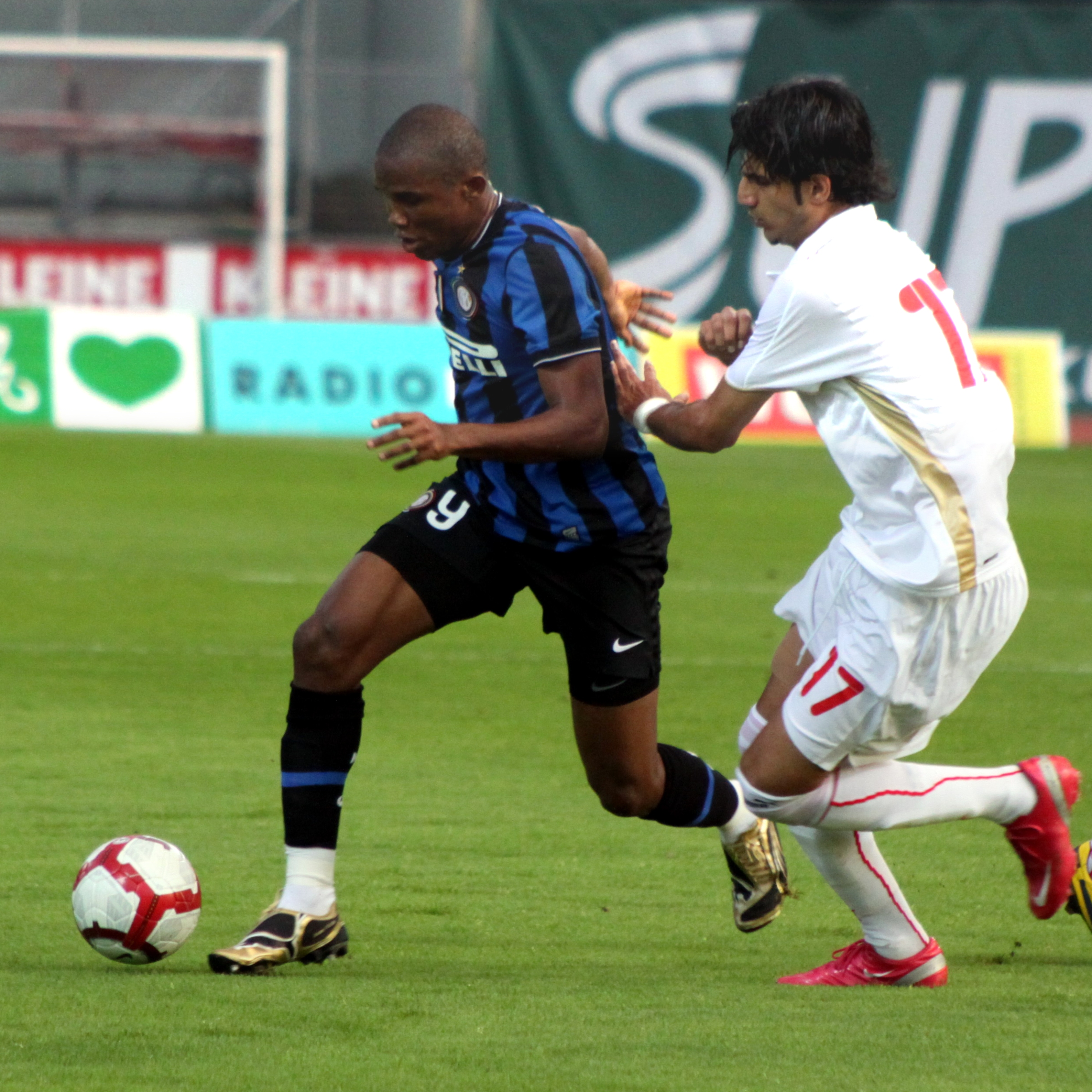
Хусейн Алі Баба під час боротьби з Самуелем Ето'о у товариському матчі між Бахрейном та «Інтернаціонале». 2009 рік.

2012 року повернувся до клубу «Аль-Кувейт». Цього разу провів у складі його команди два сезони і у першому втретє виграв з командою чемпіонат Кувейту, а також двічі здобув Кубок АФК. 
Протягом 2014—2017 років захищав кольори клубів «Аль-Мухаррак», з невеликою перервою на виступи у саудівському «Аль-Фатеху» у 2015 році.
2017 року повернувся до клубу «Аль-Ріффа», за який відіграв 2 сезони. Завершив професійну кар'єру футболіста виступами за команду «Аль-Ріффа» у 2019 році.

## Виступи за збірну
19 вересня 2003 року дебютував в офіційних матчах у складі національної збірної Бахрейну в товариській грі проти Лівану (4:3). Наступного року з командою взяв участь у Кубку Азії 2004 року у Китаї. На цьому турнірі він провів усі 6 матчів — у групі проти Китаю (2:2), Катару (1:1) та Індонезії (3:1), чвертьфінал проти Узбекистану (2:2, пен. 4:3), півфінал проти Японії (3:4) і матч за 3 місце з Іраном (2:4). 
У 2007 році його викликав тренер Мілан Мачала на Кубок Азії 2007 року у чотирьох країнах відразу. Там він зіграв один матч проти Індонезії (1:2), а бахрейнці не вийшли з групи. Надалі у складі збірної Алі Баба був учасником Кубка Азії 2011 року у Катарі та Кубка Азії 2015 року в Австралії, зігравши на обох в усіх трьох матчах, але обидва рази його команди не проходили груповий етап.
Загалом протягом кар'єри в національній команді, яка тривала 14 років, провів у її формі 116 матчів, забивши 8 голів.

## Досягнення та нагороди

### «Аль-Ріффа»
- Чемпіон Бахрейну (1): 2003
- Володар Кубка Бахрейну (1): 2004
- Володар Кубка наслідного принцу Бахрейну (2): 2003, 2004

### «Аль-Кувейт»
- Чемпіон Кувейту (3): 2005/06, 2006/07, 2012/13
- Володар Кубк Аль-Хурафі (1): 2005
- Володар Кубка АФК (2): 2012, 2013